# Objet bizarre
Un objet bizarre désigne une perception déformée par un ressenti de soi qui est associé à un élément extérieur, en faisant ainsi un objet.
C'est un concept de psychanalyse introduit par Wilfred Bion sur la base du travail de Mélanie Klein que l'on peut lier à une identification projective pathologique.

## Explication
Une personne refoule un sentiment qui lui est propre, et le fait porter inconsciemment à un objet de son entourage. Cet objet peut être un simple objet, mais aussi une personne, un groupe, un animal, etc. L'objet qui est alors perçu n'est plus représentatif de la réalité, mais d'un mélange entre la réalité et ce qui a été projeté dans l'objet. Il est alors qualifié par Bion d'objet bizarre.
Par exemple, Freud décrit le petit Hans qui était maintenu dans un contexte de refoulement du sexe et à qui il offrit un cheval à bascule. L'enfant a eu peur du grand sexe (nommé « faire-pipi ») du cheval et n'a plus voulu sortir de chez lui de peur d'être mordu par un cheval. Le cheval peut certainement pour cet enfant être qualifié d'objet bizarre (bien que l'exemple soit anachronique par rapport à la notion).